# (24609) Evgenij
(24609) Evgenij est un astéroïde de la ceinture principale.

## Description
(24609) Evgenij est un astéroïde de la ceinture principale. Il fut découvert le 7 septembre 1978 à Naoutchnyï par Tamara Smirnova. Il présente une orbite caractérisée par un demi-grand axe de 2,32 UA, une excentricité de 0,25 et une inclinaison de 5,0° par rapport à l'écliptique.

## Compléments